# Parti populaire croate - Démocrates libéraux
Pour les articles homonymes, voir HNS.
Le Parti populaire croate (en croate : Hrvatska narodna stranka - Liberalni Demokrati, abrégé en HNS) est un parti politique libéral croate. Ce parti est membre de l'Alliance des démocrates et des libéraux pour l'Europe et de l'Internationale libérale.

## Histoire
Le parti populaire croate est le successeur du Parti du peuple illyrien (Ilirska narodna stranka), formé en 1841 durant la période du nationalisme romantique et qui avait été renommé, en 1861, Parti populaire libéral (Narodna liberalna stranka en croate). Ce fut un parti politique important en Croatie, qui rejoignit la Coalition croato-serbe (Hrvatsko-srpska koalicija) en 1905 et ne fut pas reformé au lendemain de la Seconde Guerre mondiale.
Le Parti populaire croate fut à nouveau formé fin 1990 par les membres de la Coalition pour l’accord du peuple (Koalicija narodnog sporazuma) qui avaient participé en 1990 aux premières élections multipartites en Croatie. Parmi des membres fondateurs, il y eut, notamment, Savka Dabčević-Kučar et Miko Tripalo qui avaient participé au Printemps croate de 1971. Le HNS resta un petit parti d'opposition. Aux élections parlementaires croates de 1992, il obtient 6,7 % des votes et 6 sièges au parlement croate. Lors des élections parlementaires croates de 1995, il n'eut aucun représentant. En vue des élections parlementaires croates de 2000, le HNS prit part à une coalition avec cinq autres partis de centre-droit et de centre-gauche ce qui lui permit d'obtenir plusieurs sièges au Parlement et au Gouvernement. En outre, Stjepan Mesić, vice-président du parti et candidat de celui-ci à l'élection présidentielle de 2000, fut élu Président de la République de Croatie. Son action jugée très positive lui permit d'être réélu en 2005. Le Parti populaire croate participa, de 2000 à 2003, au gouvernement d'Ivica Račan dans lequel Radimir Čačić, ancien président du parti, fut nommé ministre des travaux publics, de la construction et de la reconstruction. Aux élections parlementaires croates de 2003, l'alliance du HNS avec l'Alliance de Primorje-Gorski Kotar et le Parti croate de Slavonie et de Baranya gagna 8,0 % des votes et 11 sièges du parlement, dont 10 sièges furent occupés par des membres du HNS.
Le 6 février 2005, le HNS vota son union avec le parti Libra — Parti des libéraux-démocrates (issu du Parti social-libéral croate), qui disposait de trois députés au parlement. À cette occasion, le parti prit l'appellation « Parti populaire croate-Démocrates libéraux ».

## Le parti aujourd'hui
Le HNS dispose actuellement 15 représentants au parlement croate et est le troisième parti de Croatie.
Dirigé par Radimir Čačić, il a participé à la constitution de la coalition Cocorico qui a remporté les Élections législatives croates de 2011.